# Temuniana
Temuniana (łac. Diocesis Teumnianensis) – stolica historycznej diecezji we Cesarstwie rzymskim w prowincji Byzacena, współcześnie Henchir-Temounia w Tunezji. Obecnie katolickie biskupstwo tytularne.

## Biskupi
| Lp. | Biskup                      | Funkcja                                                 | Od                | Do               |
| --- | --------------------------- | ------------------------------------------------------- | ----------------- | ---------------- |
| 1   | Augusto Bertazzoni          | emerytowany arcybiskup Potenzy i Marsico Nuovo (Włochy) | 30 listopada 1966 | 30 sierpnia 1972 |
| 2   | Frank Little                | biskup pomocniczy Melbourne (Australia)                 | 16 listopada 1972 | 1 lipca 1974     |
| 3   | Herman To Paivu             | biskup koadiutor Port Moresby (Papua-Nowa Gwinea)       | 1 lipca 1974      | 19 grudnia 1975  |
| 4   | Peter Connors               | biskup pomocniczy Melbourne (Australia)                 | 30 marca 1987     | 30 maja 1997     |
| 5   | Robert Brucato              | biskup pomocniczy Nowego Jorku (USA)                    | 30 czerwca 1997   | 7 listopada 2018 |
| 6   | Pedro Luis Fuentes Valencia | biskup pomocniczy La Paz (Boliwia)                      | 22 lutego 2022    |                  |